# Gabrovka, Litija
Gabrovka (staro ime Sveti Križ pri Litiji) je naselje v Občini Litija.